# تاکویا شیهارا
تاکویا شیهارا (انگلیسی: Takuya Shiihara؛ زادهٔ ۹ ژوئیهٔ ۱۹۸۰) بازیکن فوتبال اهل ژاپن است.
از باشگاه‌هایی که در آن بازی کرده‌است می‌توان به باشگاه فوتبال جف یونایتد ایچیهارا چیبا اشاره کرد.